# Egor Danilkin
Egor Romanović Danilkin (in russo Егор Романович Данилкин?; Vladimir, 1º agosto 1995) è un calciatore russo, difensore della Torpedo Mosca.

## Caratteristiche tecniche
È un difensore centrale.

## Carriera
Cresciuto nel settore giovanile della Dinamo Mosca, ha esordito in prima squadra il 18 maggio 2015 disputando l'incontro di Prem'er-Liga perso 2-1 contro l'Ural.